# Hugh Williams
Pour les articles homonymes, voir Williams.
Hugh Williams, né Hugh Anthony Glanmor Williams le 6 mars 1904 à Bexhill-on-Sea (Angleterre) et mort le 7 décembre 1969 à Londres (Angleterre), est un acteur britannique, surtout actif dans les années 1930.

## Carrière
Hugh Williams est un acteur de cinéma et de théâtre populaire dans les années 1930. Il a tourné dans près de 60 films et aussi dans les années 1950 dans quelques séries télévisées. Avec sa femme Margaret Vyner, il écrivit plusieurs pièces.